# 琼崖假脉蕨
琼崖假脉蕨（学名：Crepidomanes smithiae）为膜蕨科假脈蕨属下的一个种。

## 扩展阅读
- 維基物種上的相關：琼崖假脉蕨